# Белгијско пиво
Белгијско пиво (хол. Bier in België, фр. Bière belge) је колективни назив за једно од најбогатијих пива на свету, познато по широкој палети укуса, од изузетно киселог до горког, које се производи у многим белгијским градовима и селима.
Прављење и уважавање пива део је живог наслеђа низа заједница широм Белгије. Игра улогу у свакодневном животу, као и у свечаним приликама, па је култура испијања пива у Белгији 2016. године уврштена на Унескову листу нематеријалног културног наслеђа чивечанства.

## Историја
Корени белгијског пива датирају из пред-средњовековних времена и средњовековних монаха, а овековечено је на платнима познатих сликара као што је Пиетер Бројгел Старији, и у безбројним песмама. Али пресудан утицај на даљи развој сорти имао је белгијски „Вандервелде Акт“ из 1919. године, који је забранио продају алкохолних пића у баровима, а самим тим и потражњу за пивом са већим садржајем алкохола. Вандервелдеов закон је укинут тек 1983. године. Али белгијско пиво такође пише историју. Тако је пивара Brugse Zot 2016. године изградила цевовод за пиво, који води пиво од производног погона у историјском центру града до пунионице у предграђу, чиме је успешно решен еколошки и архитектонски проблем.
Посебан значај белгијског пива истакли су стручњаци за пиво попут Мајкла Џексона (аутор). Иако производњом пива у Белгији доминира групација Anheuser-Busch InBev, највећа групација пивара на свету, у Белгији постоји око 140 других пивара које производе око 500 „нормалних“ пива. Поред посебних врста пива и занатског пива, постоји и више од 1.000 белгијских варијанти пива.
Култура испијања пива у Белгији је препозната као УНЕСКО-ва нематеријална Светска баштина у новембру 2016.
Кување и процена пива део је културне баштине низа заједница широм Белгије. Култура пива игра важну улогу у њиховом свакодневном животу, као и у свечаним приликама. Готово 1500 врста пива производи се у земљи различитим методама ферментације. Од 80-их година, занат пива постао је посебно популаран. Постоје одређени региони који су познати по својим одређеним сортама, док су неке заједнице траписта такође укључене у производњу пива у хуманитарне сврхе. Поред тога, пиво се користи за кување, укључујући стварање производа као што је бељени сир, и, као и код вина, може се повезати са храном у спајању укуса. Постоји неколико пиварских организација које сарађују са заједницама на широком нивоу залажући се за одговорну конзумацију пива. Одрживе праксе такође су постале део културе у рециклажи амбалаже и подстицању нових технологија за смањење употребе воде у производним процесима. Поред преношења овог знања и вештина у локалне друштвене кругове, преносе их и главни пивари који предају у пиварама, и специјализовани универзитетски курсеви усмерени на област угоститељства и предузетништва и мале пробне пиваре за пиваре аматере.

## Врсте белгијског пива

### Трапист пиво
Трапист пиво је пиво произведено унутар зидина самостана, руком редовника. Како је реч о више стототина дугој традицији, правила су прилично јасна. Од рецепта, начина припреме, па све до трошења новца од продаје пива. У свету постоји 11 трапист пива. Више од половине долази из Белгије.

### Dubbel
Јачина пива Dubbel је од 6 до 7,6% алкохола. То су пива у којима доминира слад, те у којима је хмељ мало или нимало приметан. Укус им је јако комплексан, а примарно је сушено воће.

### Tripel
Јачина пива Tripel је од 7,5 до 9,5% алкохола. Воће доминира, с јачим тоном карбонизације. Алкохол заправо и није приметан и поред своје висине, те је Tripel јако угпријатан за пити. У односу на Dubbel, Tripel је светлији.

### БелгијскиDark Strong Ale
Јачина ове врсте пива је од 8 до 12% алкохола. То су јако комплексна пива са зачинима (бибер најчешће) те сушеним воћем (смокве, трешње и шљиве). Ово је највећа и најкомплекснија категорија у пивском свету, познатија и као Quadruple Trappist.

### Witbier
То је пиво лаганије јачине, од 4,5 до 5,5% алкохола. Цитрусне ноте, те апсолутна равнотежа воћа и зачина, где је присуство хмеља минимално. Освјежавајуће и јако пријатно пиво. За разлику од свог немачког рођака, у Белгији се у Witbier ставља често наранџина кора или кориандер.

### Flanders Red
У овом пиву алкохол варира од 4,5 до 6,5%. Воћне киселе ноте доминирају, а посебно боровница. Киселе ноте су сличне нотама у црвеном вину. И сам начин припреме је сличан вину, па тако ово пиво одлежава две године у дрвеним бурадима. Како у дрвету има сијасет микроорганизама, сличне бактерије се заправо користе за претварање вина у сирће.

### Oud Bruin
Пиво је јачине од 4 до 8% алкохола. Овој врсти пива је слично пиво Flanders Red с тиме да су у овом киселе ноте блаже и суптилније. Укус тамне чоколаде и карамеле је специфичан у Oud Bruin флашама. Пиво које одлежава и тако ферментира исто као Flanders. Међутим, Oud Bruin уместо дрвених, користи метална бурад.

### Белгијски Blond Ale
Ова врста нуди распон од 6 до 7,5% алкохола. То је јако и питко пиво. Никаквих спектакуларних укуса нема, већ само лаганих воћних нота. Сама врста је настала као одговор пилснеру и његовој популарности у Европи.

### БелгијскиPale Ale
Алкохол у овој врсти се креће од 4,8 до 5,5%. У мирису има лепих воћних нота, али у укусу није ништа посебно и ова врста је од свих белгијских најслабији. Може се рећи да је ово белгијски одговор на сссион пива, са малим процентом алкохола.

### БелгијскиGolden Strong Ale
Алкохол се овде креће од 7,5 до 10,5%. Као у свим белгијским пивима, воћне ноте су и овде приметне. Врста је  настала у Дувелу као одговор на све већу популарност Pale пива. Дувел на фламанском значи ђаво, па би то и био прави опис ове врсте - ђаволски.

### Lambic
Лаганија врста која има од 5 до 7% алкохола. Straight Lambic и Geuze су прилично кисели. Straight Lambic се прави спонтаном ферментацијом, те је практично потпуно некарбонизиран. Fruit Lambics, те Krieks и Framboises су исто врсте Lambicа који имају мање ноте киселости, а где воће више доминира. Ово је врло специјална врста. Специфичан је по спонтаној ферментацији, која користи квасац из ваздуха околине. Набројане подврсте су специфичне свака по себи, па је тако Geuze (познатији као белгијски шампањац), мешавина минимално два одлежана ламбица. Straight Lambic је мање више потпуно некарбонизиран и може се наћи једино у околини Брисела. Fruit Lambic је најпознатији представник врсте и то је највоћније пиво које постоји. Framboises је направљен најчешће од малина и трешњи, док је Kriek најчешће од вишњи, али има и примера са другим локалним воћем.

### Saison
Ово пиво је са пронцентом од 3,5 до 9,5% алкохола, И њега је од свих најтеже категоризирати. Од боје, састојака, те висине алкохола, ова врста нуди јако различите примерке. Настао у француском говорном подручју Белгије гдје су сезонске фармере звали "saisoniers". Са широким спектром разних укуса, Saison је брзо завладао том регијом, а потом покорио и остатак свиета.

## Пивски фестивали
У Белгији се одржава велики број фестивала посвећених овом пићу. Они су место где се представљају пивски мајстори; где се могу пробати различите врсте пива; срести и упознати други љубитељи пива.
Неки од фестивала су:
- Фестивал пива у Брижу - почетком фебруара
- Фестивал пива Zythos, Левен - крајем априла
- Белгијски пивски викенд у Бриселу - почетком септембра
- Modeste Bierfestival у Антверпену - почетком октобра
- Poperinge Beer Фестивал - крајем октобра
- Kerstbierfestival у Есену (погранично село северно од Антверпена) - средином децембра[4][5]

## Робне марке белгијских пива
У Белгији има преко 900 брендова пива, а сваки од њих заслужује посебну пажњу. Неки од њих су:
- Stella Artois - најпопуларније пиво у Белгији
- Hoegaarden - бело пиво са кором поморанџе
- Leffe Bruin
- Duvel